# Зернистость (фотография)

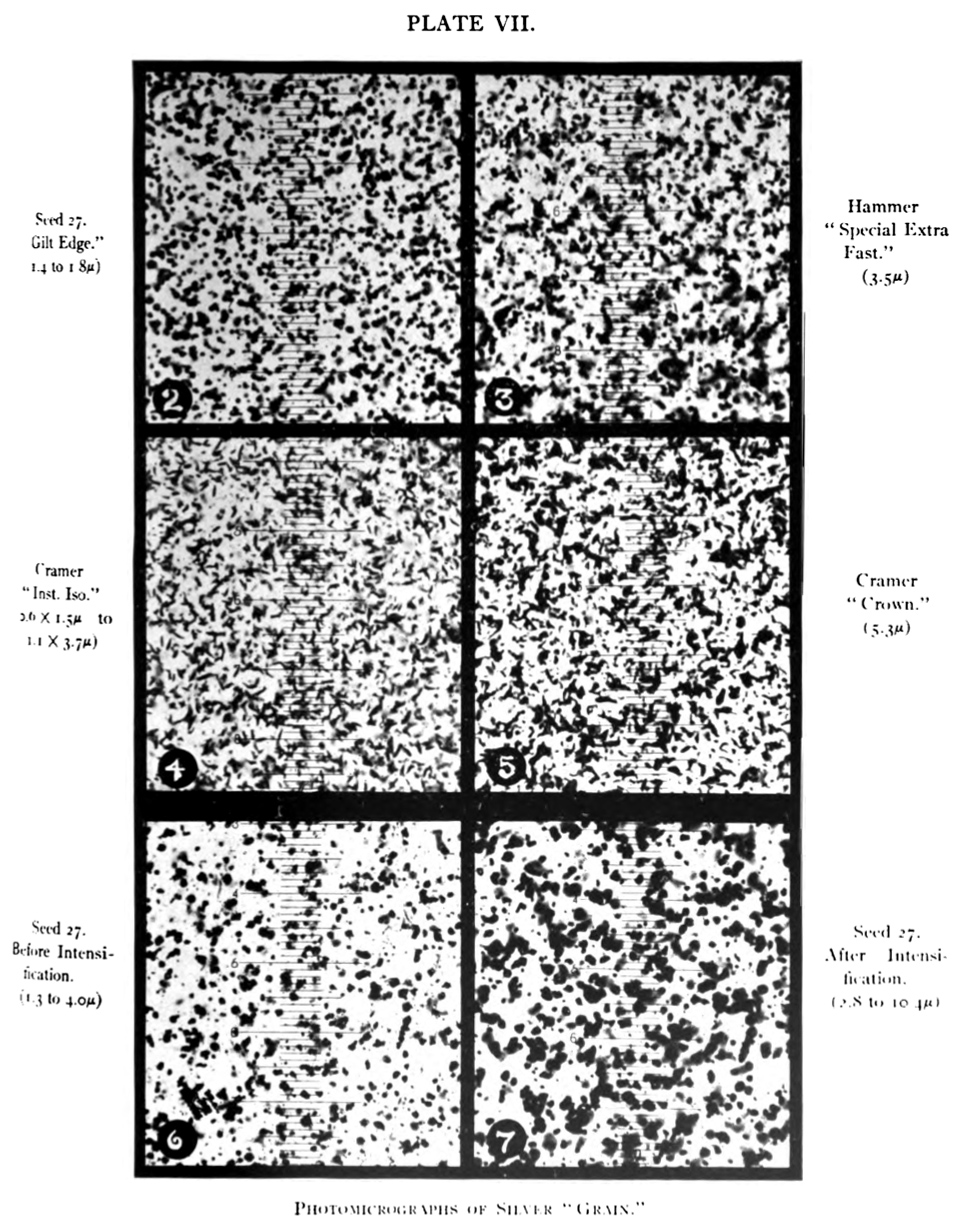
Зернистость плёнок начала XX века

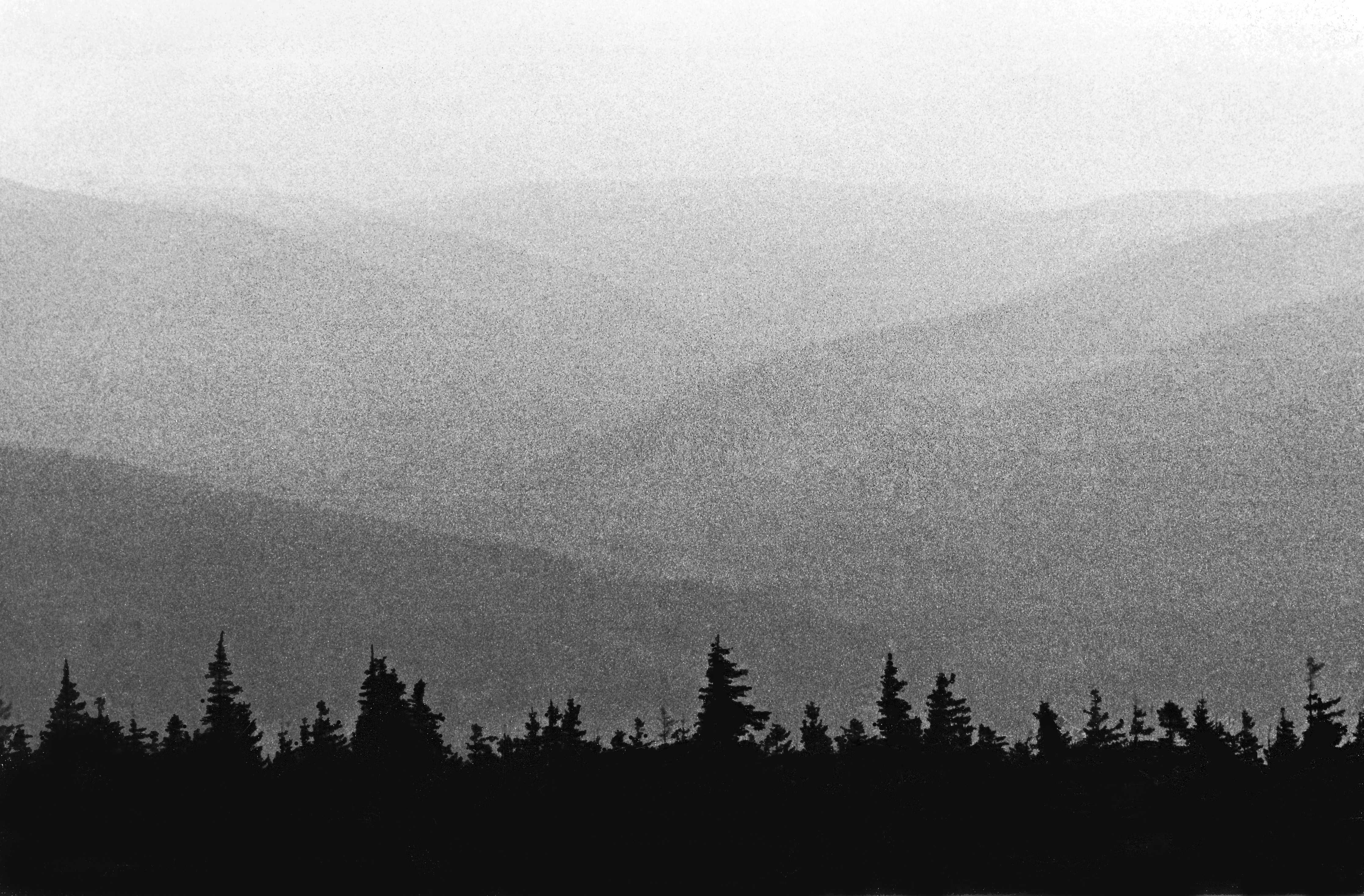

Зерни́стость (в фотографии) — неоднородность почернения фотографического материала. Зернистость обусловлена различием размеров частиц серебра («зёрен») в проявленном фотографическом слое.
Также различают микрозернистость (первичную структуру почернения), которую можно наблюдать при увеличениях в 100—1000 крат, и зернистость фотографическую (макрозернистость), называемую также гранулярностью, заметную при увеличениях уже в 5—30 раз.

## Химический аспект
Размер и морфология зерен галогенида серебра играют решающую роль в характеристиках изображения и поведении экспозиции. Между размером кристаллов и светочувствительностью (скоростью проявки) существует компромисс: более крупные кристаллы имеют больше шансов получить достаточно энергии, чтобы перевести их в проявляемое состояние, поскольку они имеют большую вероятность получить несколько фотонов, необходимых для образования кластеров Ag4, инициирующих автокаталитический процесс проявки. Поэтому крупные кристаллы дают более чувствительную пленку, ценой того, что она заметно более зернистая. Мелкое зерно лучше сохраняет детали, но требует больше света.
В пленках с пластинчатым зерном используются кристаллы плоской морфологии с отношением ширины к толщине не менее двух, а часто и гораздо больше. Такая морфология позволяет лучше перекрывать кристаллы, уменьшая межзерновое пространство и обеспечивая больше чёрного цвета при том же количестве серебра. Более компактная структура позволяет наносить более тонкие слои эмульсии. Кроме того, её труднее вымыть на этапе закрепления. Плоские кристаллы также лучше поглощают сенсибилизирующие красители. Они также меньше рассеивают свет, обеспечивая более чёткое изображение, но меньшую детализацию. Плоские кристаллы также меньше поглощают фотоны высокой энергии из окружающей среды и космического излучения, что обеспечивает более длительный срок хранения без помутнения. В процессе синтеза пластинчатые кристаллы могут быть получены с помощью дополнительного шага, в ходе которого образовавшиеся кристаллические зерна нежелательной морфологии растворяются, а оставшиеся растут путем контролируемого созревания по Оствальду.
«Классическая», кубическая эмульсия обеспечивает более хаотичное распределение форм и размеров кристаллов, в результате чего получается более «„прощающая“» пленка, устойчивая к более широкому диапазону экспозиций.
Обе морфологии также могут быть модифицированы для формирования структуры «ядро-оболочка», когда небольшое зерно галогенида серебра окружено одним или несколькими светочувствительными слоями, или более светочувствительный центр окружен более чувствительной к проявителю оболочкой. Это дает более мелкое зерно при той же чувствительности пленки. Один из вариантов — богатая йодидами сердцевина и бедная йодидами оболочка, что обеспечивает высокую чувствительность к свету внутри и высокую чувствительность к проявителю снаружи.
Стержневидные зерна, в отличие от пластинчатых, могут самостоятельно проявляться даже в отсутствие света, что приводит к помутнению.

## Зернистость в цифровых изображениях
В цифровой фотографии есть аналогичный термин — цифровой шум. Им обозначают чрезмерную избыточность видеошумов на конечном изображении. Эффект проявляется в виде разноцветных точек, хаотично разбросанных по всему снимку. Современные цифровые фотоаппараты имеют функцию шумоподавления, однако в условиях плохого освещения (очень критично для матрицы фотоэлементов, которая и делает снимок), шум можно наблюдать.
Цифровая фотография не имеет зернистости пленки, потому что в ней нет пленки, на которой она может быть. Ближайшим физическим эквивалентом являются отдельные элементы датчика изображения (например, сенсели). Как пленка с небольшим зерном имеет лучшее разрешение, но меньшую чувствительность, так и датчик изображения с большим количеством элементов дает изображение с лучшим разрешением, но меньшим количеством света на пиксель. Таким образом, как и зерно пленки, физический размер пикселя представляет собой компромисс между разрешением и чувствительностью.
Если зерна пленки распределены случайным образом и имеют разный размер, ячейки датчика изображения имеют одинаковый размер и расположены в виде сетки. Поэтому сравнение разрешения пленки и цифрового изображения корректно. Настройки ISO на цифровой камере регулируют коэффициент усиления в схеме считывания. В итоге, высокие значения ISO на цифровой камере в условиях низкой освещенности дают шумное изображение, внешне сходное с традиционной фотопленкой. И зернистость, и шум более заметны на высоких значениях чувствительности плёнки или сенсора, продолжительности экспозиции.
Визуальный и художественный эффект зернистости плёнки можно сымитировать в некоторых программах для работы с цифровыми фотографиями, добавив зернистость в цифровое изображение после его съёмки. В различных программных пакетах для обработки необработанных изображений (например, RawTherapee и DxO PhotoLab) есть эффекты «симуляции пленки», создающие характеристики различных марок пленки, включая зернистость. Плагины для этой же цели существуют и в различных редакторах изображений, например Photoshop (Analog Efex и Silver Efex от Nik Collection).
Поскольку пленочное зерно трудно кодировать из-за его случайной природы, некоторые видеокодеки, в частности AV1, включают синтез пленочного зерна, при котором оно удаляется и заменяется настройками, описывающими форму и плотность частиц, а при воспроизведении декодер использует эти параметры для повторного синтеза зернистости.